# La Zarza de Pumareda
La Zarza de Pumareda è un comune spagnolo di 169 abitanti situato nella comunità autonoma di Castiglia e León.